# Elecciones municipales de 2011 en Valladolid
Las elecciones municipales de 2011 se celebraron en Valladolid el domingo 22 de mayo, de acuerdo con el Real Decreto de convocatoria de elecciones locales en España dispuesto el 28 de marzo de 2011 y publicado en el Boletín Oficial del Estado el día 29 de marzo. Se eligieron los 29 concejales del pleno del Ayuntamiento de Valladolid mediante un sistema proporcional (método d'Hondt) con listas cerradas y un umbral electoral del 5 %.

## Resultados
La candidatura del Partido Popular obtuvo una mayoría absoluta de 17 escaños (incrementando en 2 el número de concejales respecto a las elecciones de 2007); la candidatura del Partido Socialista Obrero Español obtuvo 9 concejales (4 menos que en 2007), mientras que la candidatura de Izquierda Unida de Castilla y León obtuvo 3 escaños; 2 más que en los comicios de 2007. Los resultados completos se detallan a continuación:
| Candidatura                                                       | Candidatura                                                       | Votos   | %                               | Concejales                      |
| ----------------------------------------------------------------- | ----------------------------------------------------------------- | ------- | ------------------------------- | ------------------------------- |
|                                                                   | Partido Popular (PP)                                              | 85 006  | 50,41                           | 17                              |
|                                                                   | Partido Socialista Obrero Español (PSOE)                          | 45 525  | 27,00                           | 9                               |
|                                                                   | Izquierda Unida de Castilla y León (IUCyL)                        | 17 727  | 10,51                           | 3                               |
| Unión Progreso y Democracia (UPyD)                                | Unión Progreso y Democracia (UPyD)                                | 6967    | 4,13                            | 0                               |
| El Partido de Castilla y León-Candidatura Independiente (PCAL-CI) | El Partido de Castilla y León-Candidatura Independiente (PCAL-CI) | 4488    | 2,66                            | 0                               |
| Ciudadanos en Blanco (CenB)                                       | Ciudadanos en Blanco (CenB)                                       | 1026    | 0,61                            | 0                               |
| Partido de Castilla y León (PCAL)                                 | Partido de Castilla y León (PCAL)                                 | 737     | 0,44                            | 0                               |
| Partido Antitaurino Contra el Maltrato Animal (PACMA)             | Partido Antitaurino Contra el Maltrato Animal (PACMA)             | 730     | 0,43                            | 0                               |
| Falange Española de las JONS (FE de las JONS)                     | Falange Española de las JONS (FE de las JONS)                     | 445     | 0,26                            | 0                               |
| Solidaridad y Autogestión Internacionalista (SAIn)                | Solidaridad y Autogestión Internacionalista (SAIn)                | 390     | 0,23                            | 0                               |
| Partido Comunista del Pueblo Castellano (PCPE)                    | Partido Comunista del Pueblo Castellano (PCPE)                    | 339     | 0,20                            | 0                               |
| Partido Humanista (PH)                                            | Partido Humanista (PH)                                            | 314     | 0,19                            | 0                               |
| Familia y Vida (PFyV)                                             | Familia y Vida (PFyV)                                             | 236     | 0,14                            | 0                               |
| Unidad Regionalista de Castilla y León (U.R.C.L.)                 | Unidad Regionalista de Castilla y León (U.R.C.L.)                 | 235     | 0,14                            | 0                               |
| Votos en blanco                                                   | Votos en blanco                                                   | 4477    | 2,65                            | n/a                             |
| Votos válidos                                                     | Votos válidos                                                     | 168 642 | 100,00                          | 29                              |
| Votos nulos                                                       | Votos nulos                                                       | 2435    | Participación: \| \| 67,70 % \| | Participación: \| \| 67,70 % \| |
| Votantes                                                          | Votantes                                                          | 171 077 | Participación: \| \| 67,70 % \| | Participación: \| \| 67,70 % \| |
| Electores                                                         | Electores                                                         | 252 694 | Participación: \| \| 67,70 % \| | Participación: \| \| 67,70 % \| |
|                                                                   | 67,70 %                                                           |         |                                 |                                 |

## Concejales elegidos
Relación de concejales electos:
| N.º | Nombre                               | lista | lista |
| --- | ------------------------------------ | ----- | ----- |
| 1   | Francisco Javier León de la Riva     |       | PP    |
| 2   | Óscar Puente Santiago                |       | PSOE  |
| 3   | Jesús Julio Carnero García           |       | PP    |
| 4   | Manuel Sánchez Fernández             |       | PP    |
| 5   | José Javier Izquierdo Roncero        |       | PSOE  |
| 6   | María Mercedes Cantalapiedra Álvarez |       | PP    |
| 7   | Manuel María Víctor Saravia Madrigal |       | IUCyL |
| 8   | Rosa Isabel Hernández del Campo      |       | PP    |
| 9   | Rafaela Romero Viosca                |       | PSOE  |
| 10  | Jesús Enríquez Tauler                |       | PP    |
| 11  | Cristina Vidal Fernández             |       | PP    |
| 12  | Juan José Zancada Polo               |       | PSOE  |
| 13  | Alfredo Blanco Montero               |       | PP    |
| 14  | Domi Fernández Rodríguez             |       | PP    |
| 15  | María Victoria Soto Olmedo           |       | PSOE  |
| 16  | María Sánchez Esteban                |       | IUCyL |
| 17  | Jesús García Galván                  |       | PP    |
| 18  | Beatriz Rodríguez Ruiz               |       | PP    |
| 19  | Luis Ángel Vélez Santiago            |       | PSOE  |
| 20  | José Ignacio Zarandona Fernández     |       | PP    |
| 21  | María Paloma Vallejo Quevedo         |       | PP    |
| 22  | María Asunción Barrios Martín        |       | PSOE  |
| 23  | Gonzalo Hernández Santamaría         |       | PP    |
| 24  | Alberto Bustos García                |       | IUCyL |
| 25  | Pedro Herrero García                 |       | PSOE  |
| 26  | Luis Antonio Gómez Iglesias          |       | PP    |
| 27  | Francisco de Borja García Carvajal   |       | PP    |
| 28  | José Ignacio Herrán Martínez         |       | PSOE  |
| 29  | José Antonio Gil Verona              |       | PP    |

## Acontecimientos posteriores
Investidura del alcalde
En la sesión constitutiva de la nueva corporación celebrada el 11 de junio de 2011 el alcalde saliente Francisco Javier León de la Riva, del Partido Popular resultó reinvestido alcalde con una mayoría absoluta de los votos de los concejales (17 votos); Óscar Puente (Partido Socialista Obrero Español) recibió 9 y Manuel Saravia (Izquierda Unida de Castilla y León) 3.